# IMC Global
IMC Global Inc. — компанія в США, найбільший в США і у світі виробник фосфатів і калійних добрив.

## Характеристика
Останні 15 років компанія активно розвивається. У 1990-х роках разом з компанією Freeport-McMoRan Resources Partneited Partnership IMC Global Inc. організувала СП з видобутку фосфатів і виробництву фосфорних добрив в шт. Флорида і Луїзіана, назване IMC Fertilizer Company M.P. (з 1994 р. — IMC-Agrico Inc.). Метою його створення було зниження витрат виробництва шляхом організації вертикально інтеґрованого видобувно-переробного комплексу, що включає всі етапи переробки фосфатів від видобутку до випуску фосфорних добрив. Мета була досягнута: нова компанія суттєво знизила собівартість виробництва добрив. У розпорядженні IMC-Agrico Inc. виявилися сім діючих і два законсервованих рудники в Центральній Флориді, в округах Полк (Polk), Манаті (Manatee), Харді (Hardee), Гіллсборо загальною продуктивністю з видобутку понад 31,5 млн т на рік (понад 55% потужності США); переробні підприємства в штатах Флорида і Луїзіана, в тому числі фосфорнокислотні установки загальною потужністю понад 4 млн т на рік (11% світових потужностей) і лінії по випуску діамофосу, амофосу, суперфосфату, фосфорвмісних кормових добавок тощо. У 1997 р. компанія IMC Global Inc. викупила всі фонди компанії FTX — основного власника компанії Freeport-McMoRan Resources Partneited Partnership, і завдяки цьому придбала повний контроль над компанією IMC-Agrico.
У той же час компанія IMC Global Inc. продовжувала розширювати і калійне виробництво. У 1996 р. відбулося її злиття з компанією Vigoro Corporation of Chicago — продуцентом калійних і азотних добрив, що подвоїло потужності IMC Global Inc. з випуску калійних добрив. У результаті компанія перетворилася в найбільше у світі вертикально і горизонтально інтеґроване об'єднання по виробництву всіх видів добрив: фосфорних, калійних, азотних і комплексних. У 1998 р. IMC Global Inc. об'єднала фосфатне і калійне виробництва в єдину виробничу одиницю, названу IMC-Crop Nutrients, в яку увійшов фосфатний підрозділ IMC-Agrico Phosphates і калійний — IMC Kalium.